# لورينزو بورني
لورينزو بورني (بالهولندية: Lorenzo Burnet) (11 يناير 1991 بأمستردام في هولندا - ) هو لاعب كرة قدم هولندي في مركز الدفاع. شارك مع منتخب هولندا تحت 17 سنة لكرة القدم ومنتخب هولندا تحت 19 سنة لكرة القدم. أما مع النوادي، فقد لعب مع أياكس أمستردام ونادي غرونينغن.

## وصلات خارجية
- لورينزو بورني على موقع الاتحاد الأوربي (الإنجليزية)
- لورينزو بورني على موقع قاعدة بيانات كرة القدم.إي يو (الإنجليزية)
- لورينزو بورني على موقع Soccerway.com (الإنجليزية)
- لورينزو بورني على موقع عالم كرة القدم.نت (الإنجليزية)
- لورينزو بورني على موقع AS.com (الإسبانية)